# Малый чешуйчатый древолаз
Малый чешуйчатый древолаз (лат. Xiphorhynchus fuscus) — вид птиц из семейства печниковых. Выделяют три подвида. Ранее данный вид помещали в род Lepidocolaptes.

## Распространение
Обитают в восточной части Бразилии. Естественной средой обитания этих птиц являются субтропические или тропические влажные равнинные леса, а также субтропические или тропические влажные горные леса.

## Описание
Длина тела 15—18,5 см, вес 15,5—25 г. У птицы большая голова и крутой лоб. Клюв относительно длинный, тонкий, немного изогнутый.

## Биология
Питаются членистоногими.
МСОП присвоил виду охранный статус LC.